# Bentheim (race ovine)
Le bentheim, ou Bentheimer Landschaf en allemand, est une race ovine originaire d'Allemagne qui compte parmi les plus grandes races de mouton de ce pays.

## Histoire
Le bentheim est issu de croisements entre moutons hollandais et moutons des landes locaux de la région de Bentheim, de l'Emsland autour de Lingen en Allemagne, et de la province de Drenthe aux Pays-Bas. Il doit son nom au comté de Bentheim au sud-ouest de la Basse-Saxe et il est proche du mouton de Schoonbeck aux Pays-Bas. Sa sélection systématique commence en 1864. Aujourd'hui il est essentiellement élevé pour l'entretien paysager, surtout dans des régions de landes. Il est inscrit à la liste de la Gesellschaft zur Erhaltung alter und gefährdeter Haustierrassen (Société de préservation des races animales domestiques anciennes en danger). En 2011, il y a 2 364 femelles  et 168 mâles inscrits à son livre généalogique, essentiellement autour de Bentheim, dans l'Emsland, près de Diepholz, et dans certains Länder, comme dans le Brandebourg.

## Description

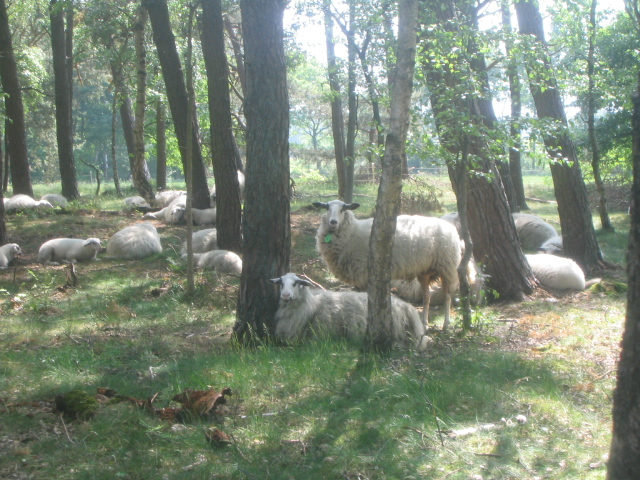
Troupeau de bentheim

C'est un mouton de grande taille qui atteint de 75 à 80 cm au garrot et pèse de 100 à 110 kg pour les mâles et 75 à 80 kg pour les femelles. Sa robe est blanche et l'on observe un contour noir autour des yeux et des taches noires sur les pattes. Ses oreilles sont noires, sa queue longue et couverte de laine. Il a le mufle légèrement busqué. Ses brebis ont de bonnes qualités maternelles. Il donne de 4 à 5 kg de laine par an.